# Seznam likov serije Ljubke lažnivke
Naslednje je list likov od ABC Family serije Ljubke Lažnivke, ki je na bazi serije knjig od Sare Shepard. Serija sledi življenjom štirih deklet-Spencer, Hanne, Arije in Emily- katerih klika je razpadla po umoru njihove šefice Alison. Kasneje so začele dobivati sporočila anonimnega lika pod podpisom "A"

## Vloge
| Igralec           | Vloga              | Št. | Sezona   | Sezona   | Sezona   | Sezona   | Sezona   | Sezona |
| Igralec           | Vloga              | Št. | 1        | 2        | 3        | 4        | 5        |        |
| ----------------- | ------------------ | --- | -------- | -------- | -------- | -------- | -------- | ------ |
| Troian Bellisario | Spencer Hastings   | 95  | Glavna   | Glavna   | Glavna   | Glavna   | Glavna   |        |
| Ashley Benson     | Hanna Marin        | 95  | Glavna   | Glavna   | Glavna   | Glavna   | Glavna   |        |
| Lucy Hale         | Aria Montgomery    | 95  | Glavna   | Glavna   | Glavna   | Glavna   | Glavna   |        |
| Shay Mitchell     | Emily Fields       | 95  | Glavna   | Glavna   | Glavna   | Glavna   | Glavna   |        |
| Ian Harding       | Ezra Fitz          | 65  | Glavna   | Glavna   | Glavna   | Glavna   | Glavna   |        |
| Sasha Pieterse    | Alison DiLaurentis | 49  | Glavna   | Glavna   | Glavna   | Glavna   | Glavna   |        |
| Laura Leighton    | Ashley Marin       | 62  | Glavna   | Glavna   | Glavna   | Glavna   | Stranska |        |
| Holly Marie Combs | Ella Montgomery    | 50  | Glavna   | Glavna   | Glavna   | Stranska | Stranska |        |
| Chad Lowe         | Byron Montgomery   | 42  | Glavna   | Glavna   | Glavna   | Stranska |          |        |
| Bianca Lawson     | Maya St. Germain   | 22  | Glavna   | Glavna   | Stranska |          |          |        |
| Janel Parrish     | Mona Vanderwaal    | 50  | Stranska | Stranska | Glavna   | Glavna   | Glavna   |        |
| Tyler Blackburn   | Caleb Rivers       | 48  | Stranska | Stranska | Glavna   | Glavna   | Glavna   |        |

### Drugi liki
| Actor                | Character         | Count | Seasons  | Seasons  | Seasons  | Seasons  | Seasons  | Seasons |
| Actor                | Character         | Count | 1        | 2        | 3        | 4        | 5        |         |
| -------------------- | ----------------- | ----- | -------- | -------- | -------- | -------- | -------- | ------- |
| Keegan Allen         | Toby Cavanaugh    | 54    | Stranska | Stranska | Stranska | Stranska | Stranska |         |
| Tammin Sursok        | Jenna Marshall    | 38    | Stranska | Stranska | Stranska | Stranska | Stranska |         |
| Torrey DeVitto       | Melissa Hastings  | 31    | Stranska | Stranska | Stranska | Stranska | Stranska |         |
| Nia Peeples          | Pam Fields        | 29    | Stranska | Stranska | Stranska | Stranska | TBA      |         |
| Lindsey Shaw         | Paige McCullers   | 29    | Stranska | Gost     | Stranska | Stranska | Stranska |         |
| Lesley Fera          | Veronica Hastings | 28    | Stranska | Stranska | Stranska | Stranska | TBA      |         |
| Yani Gellman         | Garrett Reynolds  | 23    | Stranska | Stranska | Stranska |          |          |         |
| Brendan Robinson     | Lucas Gottesman   | 23    | Stranska | Stranska | Stranska | N/A      | Stranska |         |
| Drew Van Acker       | Jason DiLaurentis | 24    | Gost     | Stranska | Stranska | Gost     | TBA      |         |
| Bryce Johnson        | Darren Wilden     | 22    | Stranska | Stranska | Stranska | Gost     |          |         |
| Julian Morris        | Wren Kingston     | 21    | Stranska | Stranska | Stranska | Gost     |          |         |
| Brant Daugherty      | Noel Kahn         | 20    | Stranska | Stranska | Stranska | Gost     | TBA      |         |
| Cody Allen Christian | Mike Montgomery   | 18    | Stranska | Stranska |          | Stranska | TBA      |         |
| Ryan Merriman        | Ian Thomas        | 17    | Stranska | Stranska |          |          |          |         |
| Nolan North          | Peter Hastings    | 14    | Stranska | Stranska | Gost     | Gost     |          |         |
| Roark Critchlow      | Tom Marin         | 11    | Gost     | Stranska |          | Gost     |          |         |
| Chuck Hittinger      | Sean Ackard       | 9     | Stranska |          |          |          |          |         |
| Eric Steinberg       | Wayne Fields      | 9     | Stranska | Gost     | Gost     | Gost     |          |         |
| Vanessa Ray          | Cece Drake        | 10    |          |          | Stranska | Stranska |          |         |
| Ryan Guzman          | Jake              | 9     |          |          |          | Stranska |          |         |

## Gelavne Vloge
TBA